# Atletica leggera ai Giochi della XXIX Olimpiade - Salto in alto maschile

Video della Finale

Ai Giochi della XXIX Olimpiade, tenutisi a Pechino nel 2008, la competizione del salto in alto maschile si è svolta il 17 e il 19 agosto presso lo Stadio nazionale di Pechino.

## Presenze ed assenze dei campioni in carica
| Competizione         | Atleta            | Prestazione | Pechino 2008 |
| -------------------- | ----------------- | ----------- | ------------ |
| Olimpiadi 2004       | Stefan Holm       | 2,36 m      | Presente     |
| Commonwealth 2006    | Mark Boswell      | 2,26 m      | Assente      |
| Europei 2006         | Andrej Sil'nov    | 2,36 m      | Presente     |
| Panamericani 2007    | Donald Thomas     | 2,32 m      | Presente     |
| Africani 2007        | Kabelo Kgosiemang | 2,27 m =    | Presente     |
| Mondiali 2007        | Donald Thomas     | 2,35 m      | Presente     |
|                      |                   |             |              |
| Mondiali junior 2004 | Michael Mason     | 2,21 m      | Presente     |

## Gara
Nove atleti superano la misura di qualificazione richiesta, 2,29. Ad essi vengono aggiunti i tre migliori risultati. Le esclusioni "eccellenti" riguardano il veterano Vjačeslav Voronin e il campione del mondo in carica, Donald Thomas.
In finale regna il massimo equilibrio fino alla misura di 2,32. Tre atleti la passano alla prima prova: Germaine Mason, Andrej Sil'nov e Stefan Holm. I due céchi, Bába e Janků, dopo il primo errore passano alla misura successiva. Rybakov e Spank invece insistono e passano l'asticella al terzo tentativo (Spank stabilisce il record personale).
A 2,34 valicano l'asticella al primo turno Mason (che eguaglia il record personale), Sil'nov e Rybakov. Holm e Spank falliscono e riservano gli altri due tentativi alla misura successiva. I due céchi sbagliano ancora. Baba passa di nuovo, mentre Janků si concede subito la terza prova e viene eliminato.
A 2,36 vanno fuori tutti e tre gli atleti che avevano passato (Holm, Spank e Bába). Il titolo rimane un affare per tre: Mason, Sil'nov e Rybakov, che si devono spartire le medaglie. È il russo Sil'nov a mantenere la freddezza necessaria che gli consente di passare la misura al primo tentativo. I due rivali vengono eliminati. Sil'nov, che ha realizzato un percorso perfetto (tutti salti riusciti alla prima prova) tenta poi, senza riuscirvi, di stabilire il nuovo record nazionale (2,42).

## Risultati

### Turno eliminatorio
Qualificazioni2,32 m.
Le qualificazioni si sono svolte in due gruppi domenica 17 agosto a partire dalle 20:20. Si qualificano i migliori 12 senza bisogno di raggiungere la misura.
| Pos | Gruppo | Atleta               | Nazione          | Salti | Salti | Salti | Salti | Salti | Uscita | Note |
| Pos | Gruppo | Atleta               | Nazione          | 2,10  | 2,15  | 2,20  | 2,25  | 2,29  | Uscita | Note |
| --- | ------ | -------------------- | ---------------- | ----- | ----- | ----- | ----- | ----- | ------ | ---- |
| 1   | A      | Germaine Mason       | Gran Bretagna    |       | O     | O     | O     | O     | 2,29   | q    |
| 1   | A      | Jaroslav Bába        | Rep. Ceca        |       | O     | O     | O     | O     | 2,29   | q    |
| 1   | B      | Tomás Janků          | Rep. Ceca        | O     | O     | O     | O     | O     | 2,29   | q    |
| 1   | B      | Jessé de Lima        | Brasile          |       | O     | O     | O     | O     | 2,29   | q    |
| 5   | A      | Raúl Spank           | Germania         |       | O     | O     | XO    | O     | 2,29   | q    |
| 6   | A      | Stefan Holm          | Svezia           |       |       | O     | O     | XO    | 2,29   | q    |
| 6   | B      | Martyn Bernard       | Gran Bretagna    |       | O     | O     | O     | XO    | 2,29   | q    |
| 6   | B      | Andrej Sil'nov       | Russia           |       | O     | O     | O     | XO    | 2,29   | q    |
| 9   | A      | Rožle Prezelj        | Slovenia         |       | O     | O     | O     | XXX   | 2,25   | q    |
| 9   | A      | Jaroslav Rybakov     | Russia           |       | O     | O     | O     | XXX   | 2,25   | q    |
| 9   | B      | Filippo Campioli     | Italia           | O     | O     | O     | O     | XXX   | 2,25   | q    |
| 12  | B      | Tom Parsons          | Gran Bretagna    |       | O     | XO    | O     | XXX   | 2,25   | q    |
| 13  | A      | Andra Manson         | Stati Uniti      |       | XO    | XO    | O     | XXX   | 2,25   |      |
| 14  | A      | Andrea Bettinelli    | Italia           |       | O     | O     | XO    | XXX   | 2,25   |      |
| 14  | A      | Vjačeslav Voronin    | Russia           |       | O     | O     | XO    | XXX   | 2,25   |      |
| 14  | A      | Mickaël Hanany       | Francia          | O     | O     | O     | XO    | XXX   | 2,25   |      |
| 17  | A      | Dragutin Topić       | Serbia           |       | O     | XO    | XO    | XXX   | 2,25   |      |
| 18  | B      | Kyriakos Iōannou     | Cipro            |       | XO    | XO    | XO    | XXX   | 2,25   |      |
| 19  | B      | Michael Mason        | Canada           |       | O     | O     | XXO   | XXX   | 2,25   |      |
| 19  | B      | Jesse Williams       | Stati Uniti      |       | O     | O     | XXO   | XXX   | 2,25   |      |
| 21  | A      | Niki Palli           | Israele          | O     | O     | O     | XXX   |       | 2,20   |      |
| 21  | A      | Donald Thomas        | Bahamas          |       | O     | O     | XXX   |       | 2,20   |      |
| 21  | B      | Dmytro Dem'yanyuk    | Ucraina          | O     | O     | O     | XXX   |       | 2,20   |      |
| 24  | A      | Majed Tarad Ghazal   | Siria            | O     | XO    | O     | XXX   |       | 2,20   | =    |
| 24  | A      | Michal Bieniek       | Polonia          |       | XO    | O     | XXX   |       | 2,20   |      |
| 26  | A      | Dusty Jonas          | Stati Uniti      | O     | O     | XO    | XXX   |       | 2,20   |      |
| 26  | B      | Linus Thörnblad      | Svezia           |       | O     | XO    | XXX   |       | 2,20   |      |
| 28  | B      | James Grayman        | Antille Olandesi | XO    | XXO   | XO    | XXX   |       | 2,20   |      |
| 29  | B      | Kabelo Kgosiemang    | Botswana         |       | O     | XXO   | XXX   |       | 2,20   |      |
| 29  | B      | Javier Bermejo       | Spagna           | O     | O     | XXO   | XXX   |       | 2,20   |      |
| 29  | B      | Alessandro Talotti   | Italia           | O     | O     | XXO   | XXX   |       | 2,20   |      |
| 32  | B      | Lee Hup Wei          | Malaysia         | O     | XO    | XXO   | XXX   |       | 2,20   |      |
| 33  | A      | Gerardo Martínez     | Messico          | O     | XO    | XXX   |       |       | 2,15   |      |
| 33  | A      | Peter Horák          | Slovacchia       | O     | XO    | XXX   |       |       | 2,15   |      |
| 33  | B      | Jurij Krymarenko     | Ucraina          | O     | XO    | XXX   |       |       | 2,15   |      |
| 36  | B      | Naoyuki Daigo        | Giappone         | XXO   | XXO   | XXX   |       |       | 2,15   |      |
| 37  | A      | Konstadínos Baniótis | Grecia           | XO    | XXX   |       |       |       | 2,10   |      |
| 37  | B      | Sergey Zasimovich    | Kazakistan       | XO    | XXX   |       |       |       | 2,10   |      |
| 39  | A      | Oleksandr Nartov     | Ucraina          | XXO   | XXX   |       |       |       | 2,10   |      |
| –   | B      | Huang Haiqiang       | Cina             | XXX   |       |       |       |       | NM     |      |

### Finale
Martedì 19 agosto 2008, ore 19:10.
| Pos | Atleta           | Nazione       | Salti | Salti | Salti | Salti | Salti | Salti | Salti | Salti | Misura | Note                          |
| Pos | Atleta           | Nazione       | 2,15  | 2,20  | 2,25  | 2,29  | 2,32  | 2,34  | 2,36  | 2,42  | Misura | Note                          |
| --- | ---------------- | ------------- | ----- | ----- | ----- | ----- | ----- | ----- | ----- | ----- | ------ | ----------------------------- |
|     | Andrej Sil'nov   | Russia        | –     | O     | O     | O     | O     | O     | O     | XXX   | 2,36   |                               |
|     | Germaine Mason   | Gran Bretagna | –     | O     | O     | X     | O     | O     | XXX   |       | 2,34   | =                             |
|     | Jaroslav Rybakov | Russia        | –     | O     | O     | O     | XXO   | O     | XXX   |       | 2,34   |                               |
| 4   | Stefan Holm      | Svezia        | –     | O     | O     | O     | O     | X     | XX    |       | 2,32   |                               |
| 5   | Raúl Spank       | Germania      | O     | O     | O     | O     | XXO   | XX-   | X     |       | 2,32   | Miglior prestazione personale |
| 6   | Jaroslav Bába    | Rep. Ceca     | O     | O     | O     | O     | X-    | X-    | X     |       | 2,29   |                               |
| 7   | Tomás Janku      | Rep. Ceca     | O     | O     | O     | XO    | X-    | XX    |       |       | 2,29   |                               |
| 8   | Tom Parsons      | Gran Bretagna | O     | O     | O     | XXX   |       |       |       |       | 2,25   |                               |
| 9   | Martyn Bernard   | Gran Bretagna | O     | O     | XO    | X-    | XX    |       |       |       | 2,25   |                               |
| 10  | Filippo Campioli | Italia        | O     | O     | XXX   |       |       |       |       |       | 2,20   |                               |
| 11  | Jessé de Lima    | Brasile       | -     | O     | O     | XXX   |       |       |       |       | 2,20   |                               |
| 12  | Rožle Prezelj    | Slovenia      | O     | XXO   | XXX   |       |       |       |       |       | 2,20   |                               |